# Леквар
Леквар (укр. Леквар) — традиционное закарпатское повидло, изготавливаемое из слив сорта венгрка или быстрицких слив (сливы-бистрицы), или локального сорта Немтудом. В зависимости от сорта слив леквар имеет более выраженный сладкий или кислый вкус. Сахар не добавляется, что является характерным признаком леквара. Продукт имеет очень густую консистенцию, темно-синий почти черный цвет и характерный запах чернослива.
Приказом Министерства культуры и информационной политики Украины от 25 июля 2022 № 269 «О внесении изменений в Национальный перечень элементов нематериального культурного наследия Украины» сливовой леквар внесен в Национальный перечень элементов нематериального культурного наследия Украины под охранным номером 050.нкс.

## История
Продукт известен с начала XIX века, что связано с распространением в регионе фруктовых садов в крестьянских хозяйствах. Леквар имел большое значение в повседневной жизни крестьян, потому что сливы росли в каждом дворе и были популярны в кулинарии. Его употребляли в качестве отдельного продукта, десерта, а также для приготовления ряда блюд: лекварош-дерея (напоминает вареники), пикницы (домашние колбасы), гомбовцев, шутиминь (локальные деликатесы), сливовых кнедликов, также в качестве соуса к мясным блюдам.
Название происходит от венгерского lekvár – «повидло», «варенье» из разных фруктов.
Продукт продолжительного хранения, может храниться несколько лет, поэтому его употребляли в течение календарного года.
По традиции леквар варят во дворе на костре в большом казане с небольшим количеством воды, пока не выпарится вся лишняя влага.
Поговорка «Упал в леквар» говорит о человеке, которого засосала рутина или работа.
Леквар продолжает быть популярен на Закарпатье, его готовят как для домашнего употребления, так и для продажи.
В селе Ботар Пийтерфолвовской общины Закарпатской области Украины в 2012 году был открыт музей леквара и дегустационный зал.
В селе Геча в Береговской городской общине Береговского района Закарпатской области Украины проводится фестиваль слив, основой которого является соревнование в варке лучшего леквара.